# Miniopterus gleni
Miniopterus gleni — вид ссавців родини довгокрилових.

## Проживання, поведінка
Країна поширення: Мадагаскар. Лаштує сідала в печерах. Проживає в широкому типу рослинності, в тому числі це вологі ліси, сухі листяні ліси і колючі кущі.

## Загрози та охорона
Цей вид, як відомо, живе в багатьох охоронних районах.